# Wartturm (Lübbecke)

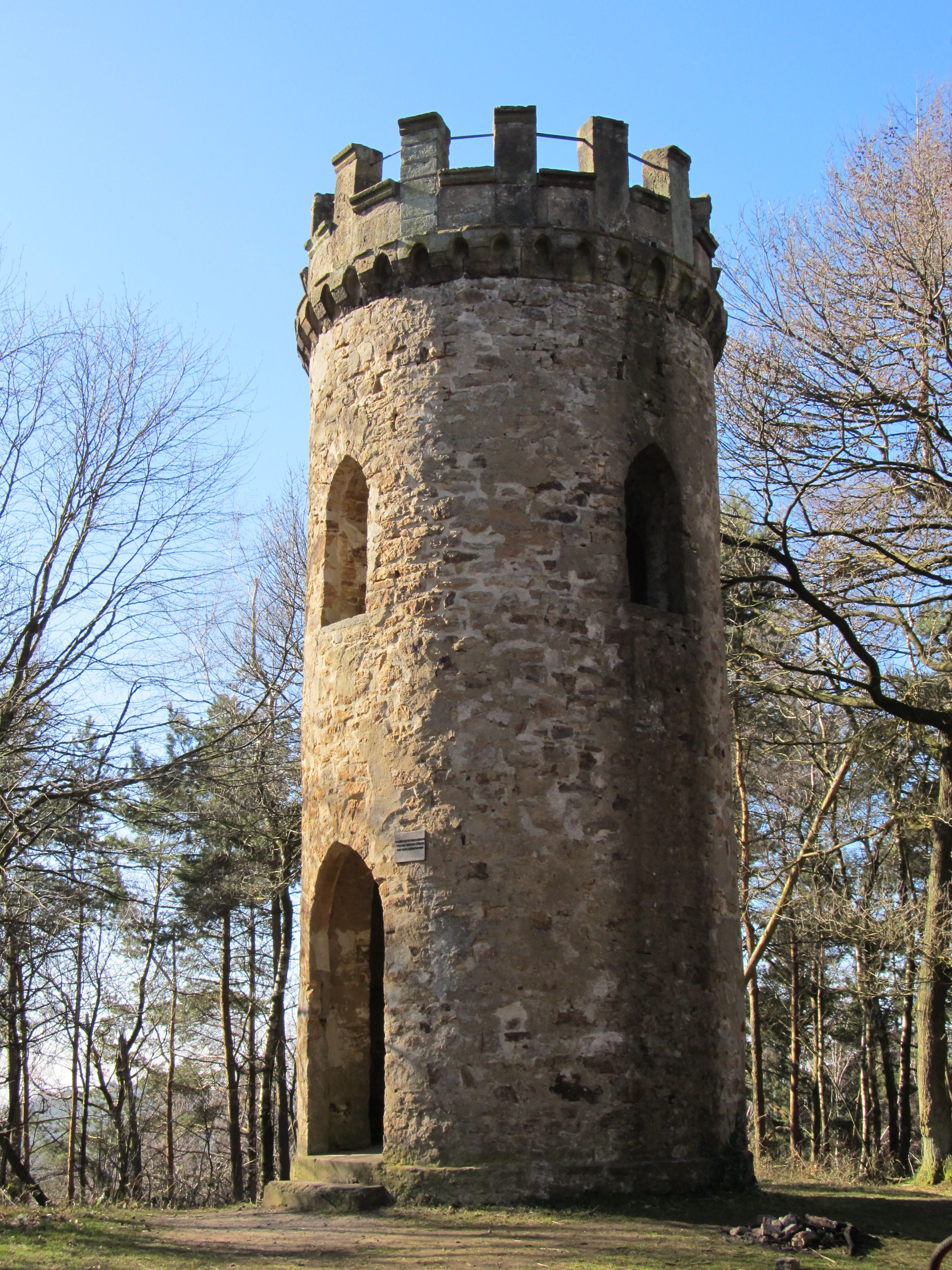
Der Wartturm in der Gegenwart

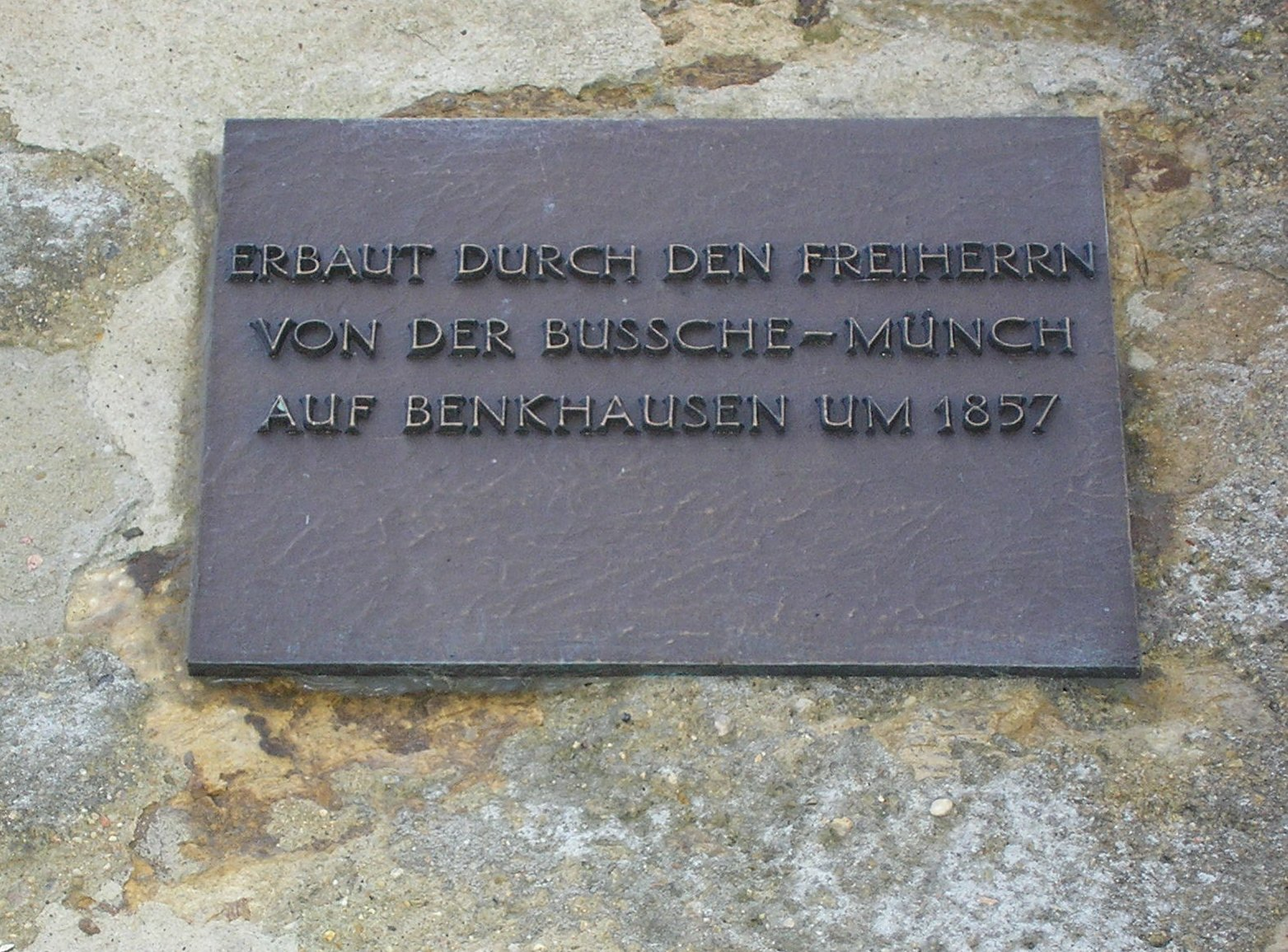
Gedenktafel am Wartturm

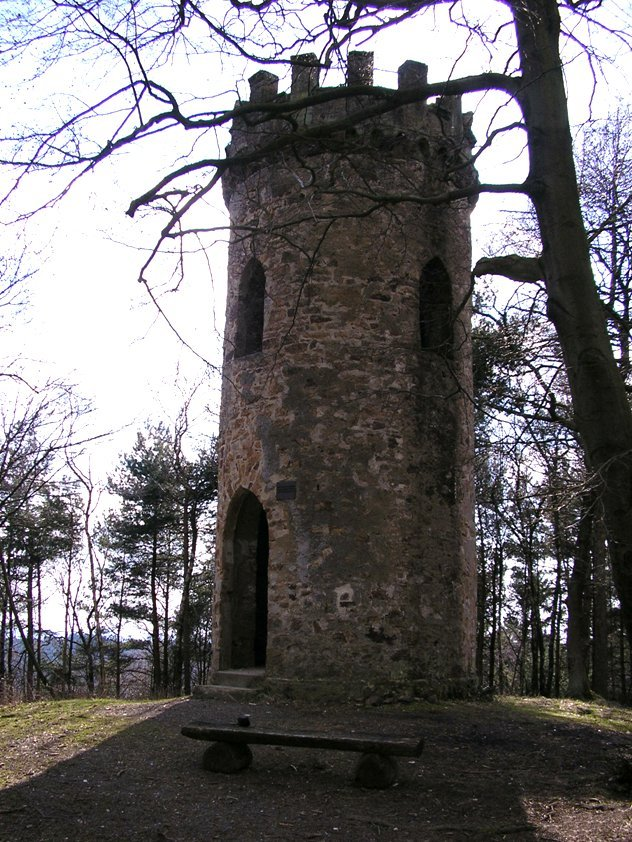
Wartturm auf dem Gipfel

Der Wartturm befindet sich auf dem Wurzelbrink, dem mit einer Höhe von 318,9 m ü. NHN zweithöchsten Berg des Wiehengebirges. Er steht auf dem Gebiet der Stadt Lübbecke.

## Ausblick
Die Aussichtsplattform des Wartturms ist der höchste öffentlich zugängliche Punkt im Wiehengebirge. Von dort fällt der Blick über die Mensinger Schlucht hinweg nach Nordosten zum Heidbrink. Weiter in dieser Richtung befindet sich etwa 7 km entfernt zwischen den Ortschaften Gehlenbeck/Nettelstedt und dem Mittellandkanal das Große Torfmoor. Im Nordnordosten ist der etwa 21 km entfernte Stemweder Berg (181,4 m) zu sehen. Nach Ostsüdosten hin zieht sich im Bogen das Wiehengebirge weiter bis zur Porta Westfalica in 21 km Entfernung, die man bei klarer Sicht erkennen kann. Nach Süden fällt der Blick in das Hügelland der Ravensberger Mulde, jenseits davon liegt der Teutoburger Wald.

## Geschichte
Der steinerne Turm wurde im Jahre 1857 durch den Freiherrn von dem Bussche-Münch auf Benkhausen erbaut und im Jahre 1996 vollständig renoviert. Der Bau des Turms stand im Zusammenhang mit der damals aufkommenden Turn- und Wanderbewegung.
Während der Zeit des Nationalsozialismus und des Zweiten Weltkriegs diente der Turm zwischenzeitlich als Trainingsbereich für die Hitlerjugend und als Aussichtspunkt, der dafür durch einen Holzaufbau noch erhöht worden war.
Im Jahre 1986 fand am Wartturm ein Funkwettbewerb statt. Anfang bis Mitte der 1980er Jahre stand für mehrere Jahre neben dem Turm ein sehr hoher Sendemast, der die Turmhöhe deutlich überstieg und im Gegensatz zum Wartturm von Lübbecke deutlich zu erkennen war.
Unkundige meinen oft, dass der Turm aufgrund seines burgähnlichen Aussehens im Zusammenhang mit der mittelalterlichen Burg Reineberg steht, sind dann aber oft überrascht, dass es sich bei ihm um ein Produkt der Neuzeit handelt.

## Sportveranstaltungen
Der Wartturm ist Wendepunkt des mittlerweile traditionellen Wartturmlaufs. Dieser Volkslauf im Juni jedes Jahres beginnt in der Innenstadt von Lübbecke, ist 13,9 Kilometer lang und insgesamt 346 Höhenmeter müssen bewältigt werden.